# Sains-lès-Fressin
Sains-lès-Fressin is een gemeente in het Franse departement Pas-de-Calais (regio Hauts-de-France) en telt 173 inwoners (1999). De plaats maakt deel uit van het arrondissement Montreuil.

## Geografie
De oppervlakte van Sains-lès-Fressin bedraagt 6,6 km², de bevolkingsdichtheid is 26,2 inwoners per km².
De onderstaande kaart toont de ligging van Sains-lès-Fressin met de belangrijkste infrastructuur en aangrenzende gemeenten.

## Demografie
Onderstaande figuur toont het verloop van het inwonertal (bron: INSEE-tellingen).